# 学生に与う
『学生に与う』（がくせいにあとう）は、河合栄治郎が著した哲学、教育論、知的生活論、人生論の書である。1940年に刊行された。

## 概要
大東亜戦争の直前や以後の戦時下ではファシズムが肯定される風潮にあり、他方でマルキシズムや自由主義は否定される傾向にあった。そうした時代の中で何を頼りに生きようかと模索していた大学生、高等学校生のために、東京帝国大学経済学部教授だった河合は学生叢書を企画、編集、出版し、さらには自身独自の著書『学生に与う』をも刊行した。
『学生に与う』は当時の学生に支持され、瞬く間にベストセラーとなり、増刷に次ぐ増刷となった。また多くの学生、ことに学徒動員で出征する学生にも生きる意義と勇気を与え、学問への意欲を向上させたといわれる。
河合は当時平賀粛学で大学から追放され、浪人の身分であり、他方で裁判闘争中であり、実質上の執筆禁止状態であり、そうした過酷な状況下でわずか20日間で書き下ろした。
『学生に与う』の基本姿勢は理想主義、人格主義、教養主義、知的生活論（主義）、人生に真剣に向き合う姿にあった。河合は昭和教養主義の中心人物であり、本書は昭和教養主義を代表する著作である。本書は学生に向けたものであるが、大人にも当然通ずるものであり、現代においてもそのまま通用する。

## 本書の構成
- （第1部・価値あるもの）
  - （A教育論）
    - 1はしがき、2社会における学生の地位、3教育、4学校

  - （B哲学）
    - 5教養(1)、6教養(2)、7学問、8哲学、9科学、10歴史、11芸術、12道徳、13宗教
- （第2部・私たちの生き方）
  - （C知的生活論）
    - 14読むこと、15考えること、書くこと、語ること、16講義、試験

  - （D人生論）
    - 17日常生活、18修養、19親子愛、20師弟愛、21友情、22恋愛、23学園、24同胞愛、25社会、26職業、27卒業

## 影響を受けた者
- 鶴見俊輔「河合榮治郎氏の印象」『河合栄治郎全集』第16巻月報、1968年
- 伊原吉之助「戦後世代と河合栄治郎」『河合栄治郎全集』第22巻月報、1969年
- 松本久男「没後の門人」『日本経済新聞』1987年11月４日
- 伊藤淳二『天命』経済往来社、1988年
- 佐治敬三『へんこつなんこつ――私の履歴書』日本経済新聞社、1994年
- 鶴見和子『鶴見和子曼荼羅』第７巻、藤原書店、1998年

## 原書
- 『学生に与う』日本評論社、1940年
- 『学生に与う』現代教養文庫、1955年
- 『河合栄治郎全集』第14巻、社会思想社、1967年
- 『学生に与う』社会思想社、1970年
- 『新版・学生に与う』現代教養文庫、1997年
- 『学生に与う』教養ワイドコレクション、文元社、2004年
- 西谷英昭、川西重忠編『現代の学生に贈る・河合栄治郎「学生に与う」現代版』桜美林大学北東アジア総合研究所、2011年（第２部・私たちの生き方の現代語訳）
- 西谷英昭、川西重忠編『続現代の学生に贈る・河合栄治郎「学生に与う」現代版』桜美林大学北東アジア総合研究所、2013年（第１部・価値あるものの現代語訳）
- 西谷英昭、川西重忠編『現代学生に贈る・現代版学生に与う』桜美林大学北東アジア総合研究所、2014年（第１部と第２部の現代語訳の合本版）